# Polypogon gronblomi
Polypogon gronblomi là một loài bướm đêm trong họ Noctuidae.